# Kembs
Kembs is een gemeente in het Franse departement Haut-Rhin in de regio Grand Est en maakt deel uit van het arrondissement Mulhouse. De gemeente telde 5.694 inwoners op 1 januari 2022.

## Geschiedenis
Kembs maakte deel uit van het kanton Sierentz tot het op 22 maart 2015 werd opgeheven en de gemeenten werden opgenomen in het kanton Brunstatt, die sinds 2021 kanton Brunstatt-Didenheim heet.

## Sluis
Indien men de Rijn van Basel naar Straatsburg afvaart, komt men door acht sluizcomplexen, die allemaal uit een grote en een kleine sluis bestaan. Het hoogteverschil tussen Kembs en Straatsburg is 130 meter.

De eerste en oudste sluis is bij Kembs. Deze werd in 1932 gebouwd. In de kleine sluis kunnen schepen van 135 meter lang en ruim 11 meter breed. Toen het sluizencomplex 80 jaar oud was, werd de renovatie gestart. De grote sluizen kregen nieuwe deuren en waren niet bruikbaar tot het einde van 2014.

## Geografie
De oppervlakte van Kembs bedraagt 16,45 vierkante kilometer; Op 1 januari 2022 was de bevolkingsdichtheid 346,1 inwoners per km².

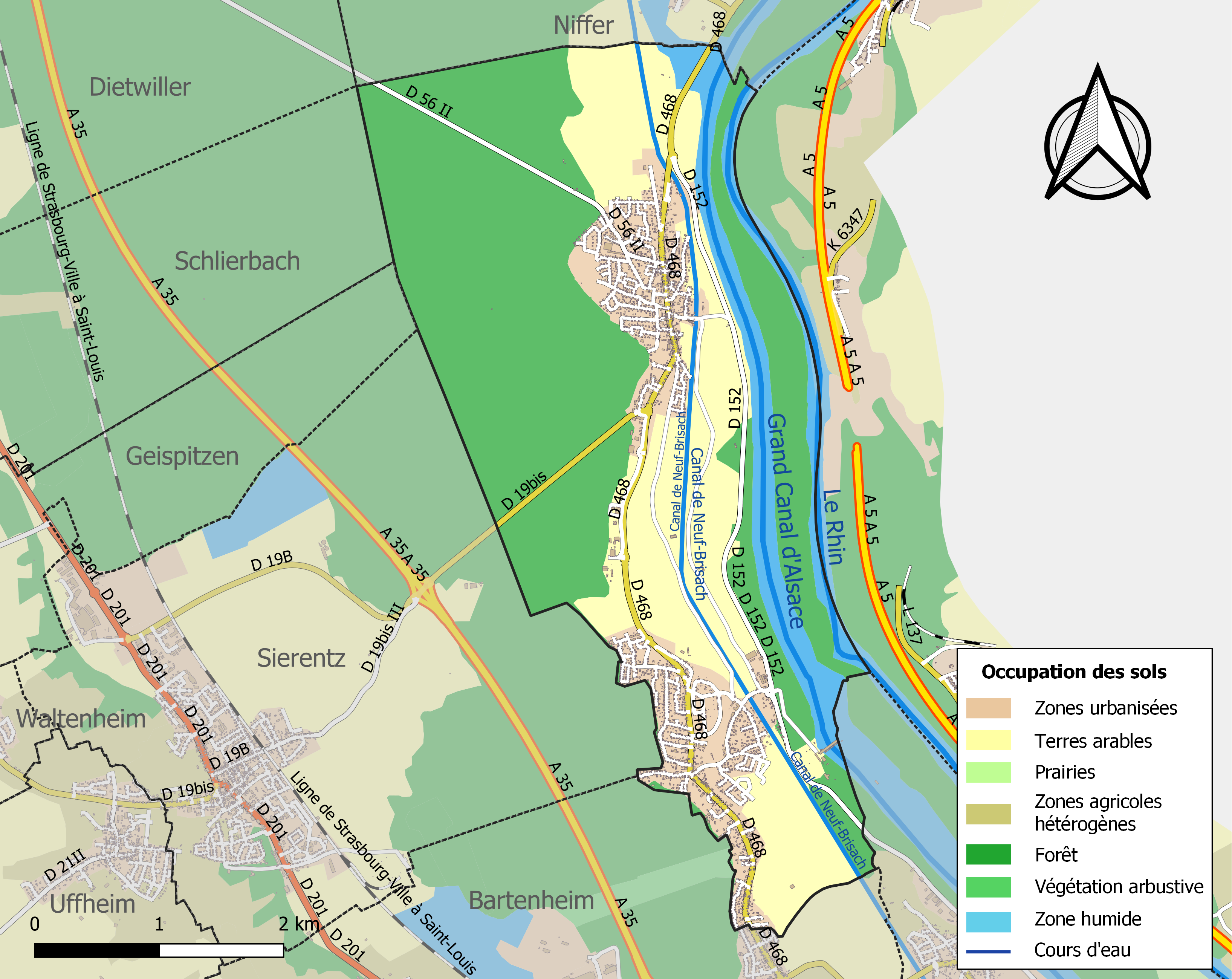
Kaart van de gemeente met de belangrijkste infrastructuur, bodemgebruik en omliggende gemeenten

## Demografie
Onderstaande figuur toont het verloop van het inwonertal.